# Hero (Fantomen)

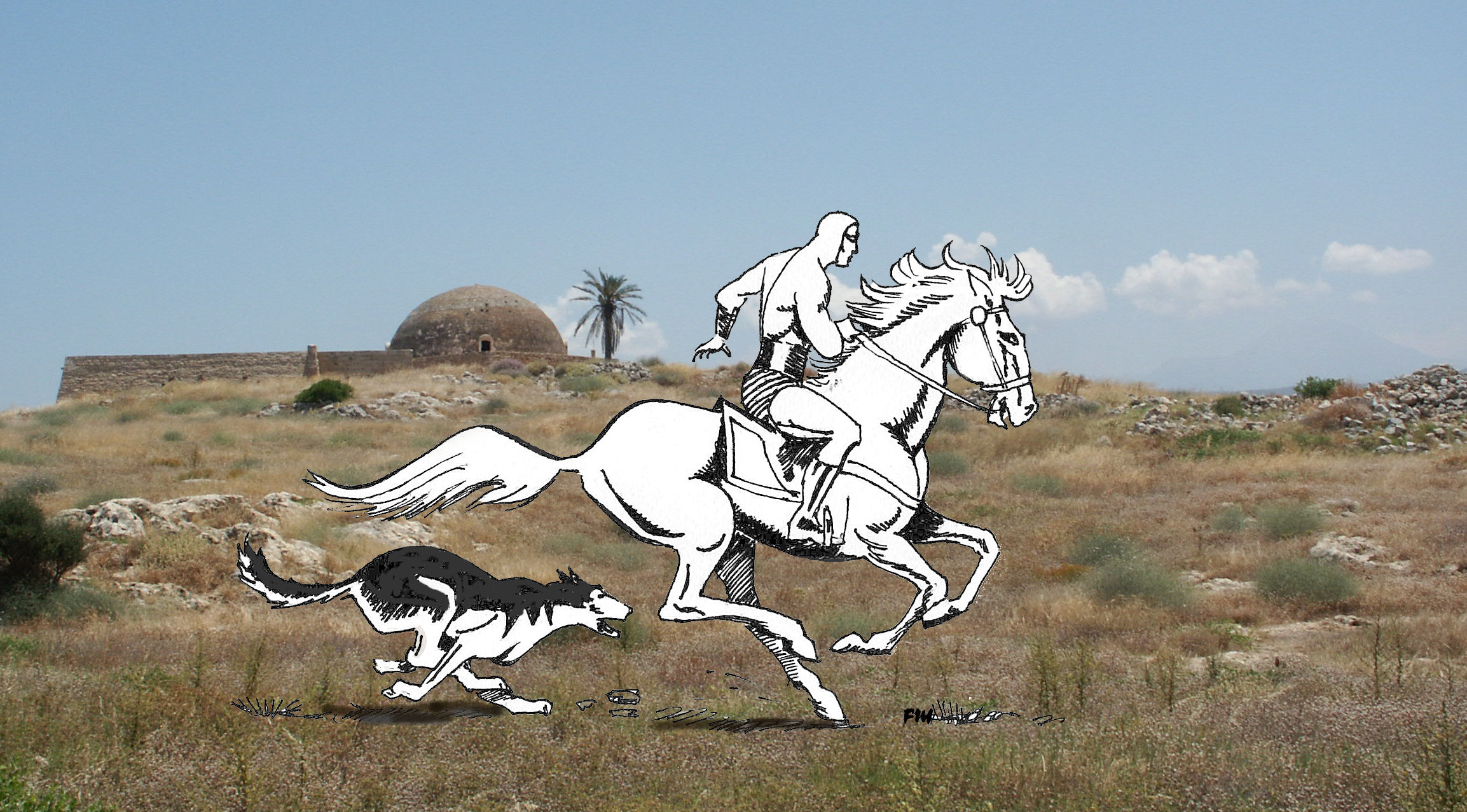
Fantomen ridandes på sin häst Hero åtföljda av Devil.

Hero är Fantomens vita hingst. Hero och Fantomens varg Devil är de husdjur som är med i flest Fantomen-äventyr.